# پلستسک
پلستسک (به لاتین: Plesetsk) یک منطقهٔ مسکونی در روسیه است که در استان آرخانگلسک واقع شده‌است.